# Rodome
Rodome  (en occitan Redoma) est une commune française, située dans le sud-ouest du département de l’Aude en région Occitanie.
Sur le plan historique et culturel, la commune fait partie du Pays de Sault, un plateau situé entre 990 et 1310 mètres d'altitude fortement boisé. Rodome est situé sur le petit plateau de Sault (entre les gorges de l'Aude et celles du Rébenty). Exposée à un climat de montagne, elle est drainée par le ruisseau de Romanis et par divers autres petits cours d'eau. La commune possède un patrimoine naturel remarquable : deux sites Natura 2000 (le « pays de Sault » et le « bassin du Rebenty ») et quatre zones naturelles d'intérêt écologique, faunistique et floristique.
Rodome est une commune rurale qui compte 99 habitants en 2022, après avoir connu un pic de population de 605 habitants en 1861. Ses habitants sont appelés les Rodomois et ses habitantes les Rodomoises.
Deux hameaux sont rattachés à la commune : Caillens et Munès.

## Géographie
Commune située dans le Pays de Sault.

### Communes limitrophes
Les communes limitrophes sont  Aunat, Belfort-sur-Rebenty, Campagna-de-Sault, Fontanès-de-Sault, Galinagues, Joucou et Mazuby.
Rodome est limitrophe de sept autres communes.
|            | Belfort-sur-Rebenty | Joucou            |
| Galinagues | Rodome              | Aunat             |
| Mazuby     | Campagna-de-Sault   | Fontanès-de-Sault |

### Géologie et relief
La superficie de la commune est de 1 177 hectares ; son altitude varie de 718  à   1 631 mètres.

### Hydrographie
La commune est dans la région hydrographique « Côtiers méditerranéens », au sein du bassin hydrographique Rhône-Méditerranée-Corse. Elle est drainée par le ruisseau de Romanis, Rec Nègre, le ruisseau de la Pasuil, le ruisseau du Frayche et le ruisseau du Mouillou, qui constituent un réseau hydrographique de 9 km de longueur totale,.

### Climat
Pour des articles plus généraux, voir Climat de l'Occitanie et Climat de l'Aude.
En 2010, le climat de la commune est de type climat des marges montargnardes, selon une étude s'appuyant sur une série de données couvrant la période 1971-2000. En 2020, Météo-France publie une typologie des climats de la France métropolitaine dans laquelle la commune est exposée à un climat de montagne ou de marges de montagne et est dans la région climatique Pyrénées orientales, caractérisée par une faible pluviométrie, un très bon ensoleillement (2 600 h/an), un air sec, particulièrement en hiver et peu de brouillards.
Pour la période 1971-2000, la température annuelle moyenne est de 9,8 °C, avec une amplitude thermique annuelle de 14,9 °C. Le cumul annuel moyen de précipitations est de 950 mm, avec 10 jours de précipitations en janvier et 6,5 jours en juillet. Pour la période 1991-2020, la température moyenne annuelle observée sur la station météorologique la plus proche, située sur la commune de Belcaire à 9 km à vol d'oiseau, est de 9,8 °C et le cumul annuel moyen de précipitations est de 1 032,4 mm,. Pour l'avenir, les paramètres climatiques de la commune estimés pour 2050 selon différents scénarios d'émission de gaz à effet de serre sont consultables sur un site dédié publié par Météo-France en novembre 2022.

### Milieux naturels et biodiversité

#### Réseau Natura 2000

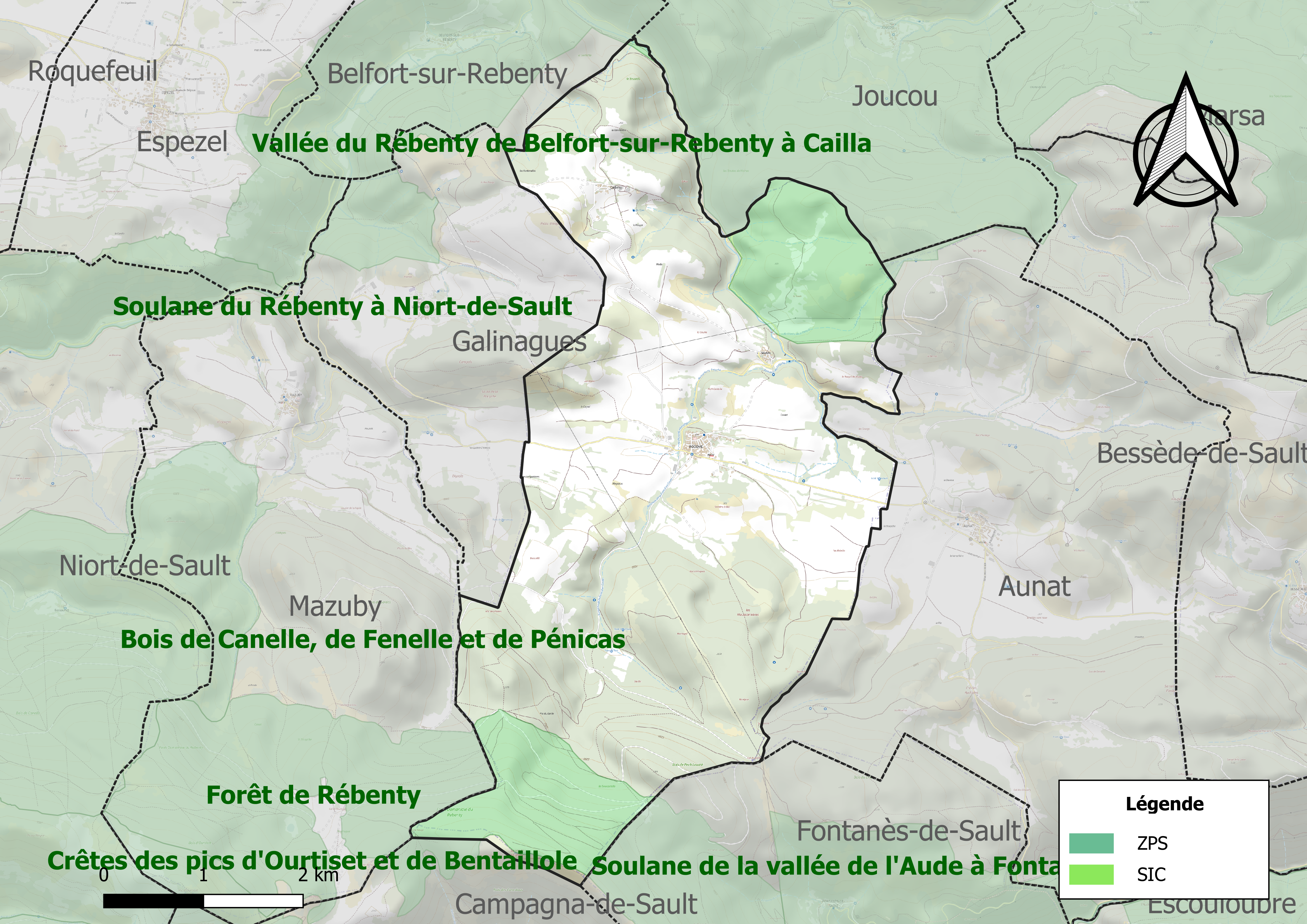
Site Natura 2000 sur le territoire communal.

Le réseau Natura 2000 est un réseau écologique européen de sites naturels d'intérêt écologique élaboré à partir des directives habitats et oiseaux, constitué de zones spéciales de conservation (ZSC) et de zones de protection spéciale (ZPS).
Un site Natura 2000 a été défini sur la commune au titre de la directive habitats :
- le « bassin du Rebenty », d'une superficie de 8 567 ha, qui offre une palette d'habitats naturels sur une grande gamme altitudinale et climatique et sur des substrats variés (calcaires, marnes, schistes). En particulier, on y rencontre de belles pinèdes de pins à crochets sur sol acide. La rivière héberge des espèces aquatiques (Chabot commun et Barbeau méridional, Écrevisse à pattes blanches) et mammifères (Desman des Pyrénées)[15]

et un au titre de la directive oiseaux : 
- le « pays de Sault », d'une superficie de 71 499 ha, présentant une grande diversité d'habitats pour les oiseaux. On y rencontre donc aussi bien les diverses espèces de rapaces rupestres, en particulier les vautours dont les populations sont en augmentation, que les passereaux des milieux ouverts (bruant ortolan, alouette lulu) et des espèces forestières comme le pic noir[16].

#### Zones naturelles d'intérêt écologique, faunistique et floristique
L’inventaire des zones naturelles d'intérêt écologique, faunistique et floristique (ZNIEFF) a pour objectif de réaliser une couverture des zones les plus intéressantes sur le plan écologique, essentiellement dans la perspective d’améliorer la connaissance du patrimoine naturel national et de fournir aux différents décideurs un outil d’aide à la prise en compte de l’environnement dans l’aménagement du territoire.
Deux ZNIEFF de type 1 sont recensées sur la commune :
la « forêt de Rébenty » (514 ha), couvrant 4 communes du département, et 
la « vallée du Rébenty de Belfort-sur-Rebenty à Cailla » (3 553 ha), couvrant 10 communes du département
et deux ZNIEFF de type 2, : 
- le « petit plateau de Sault » (5 054 ha), couvrant 11 communes du département[20] ;
- la « vallée du Rébenty » (5 661 ha), couvrant 14 communes du département[21].

Carte des ZNIEFF de type 1 et 2 à Rodome.
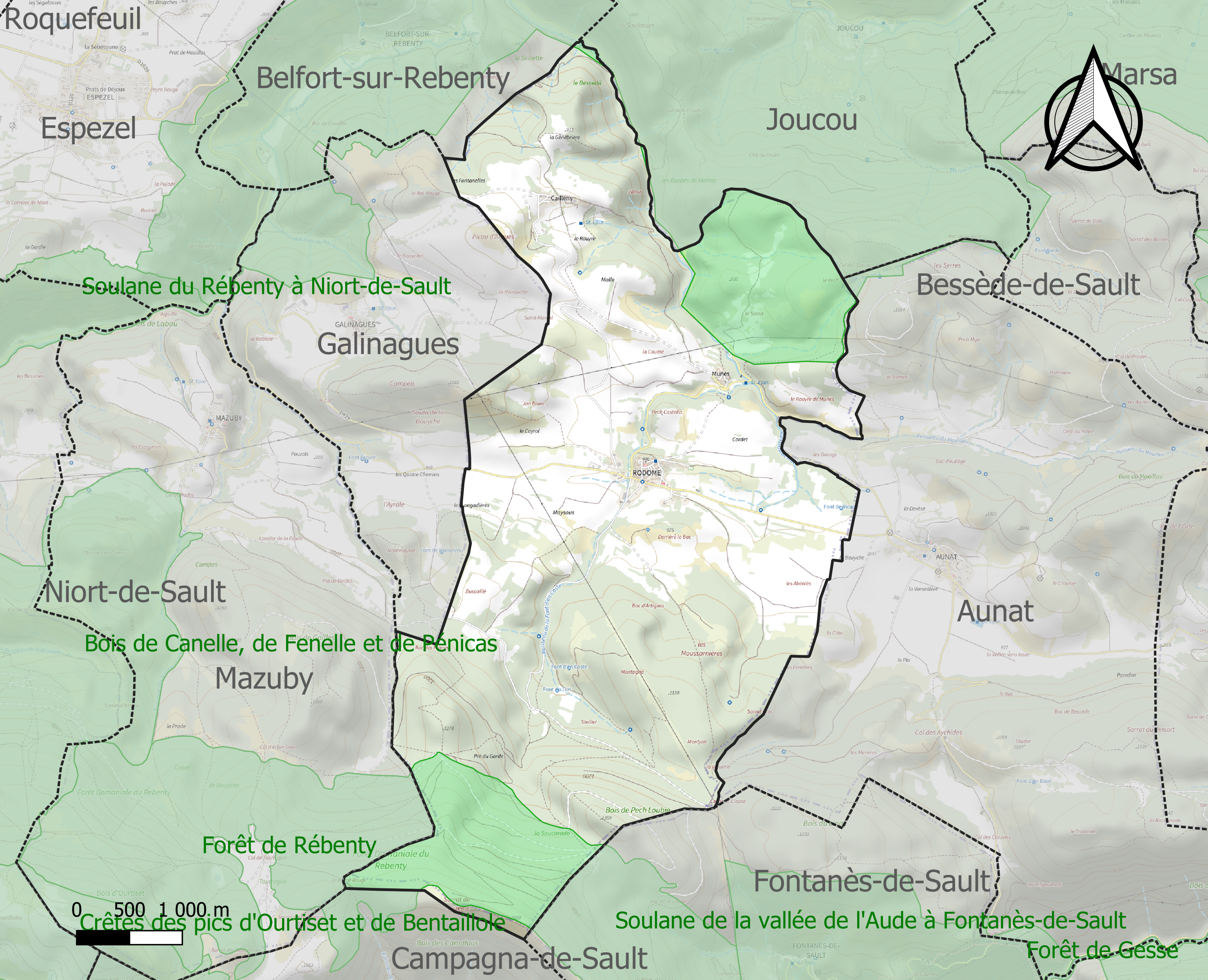
Carte des ZNIEFF de type 1 sur la commune.
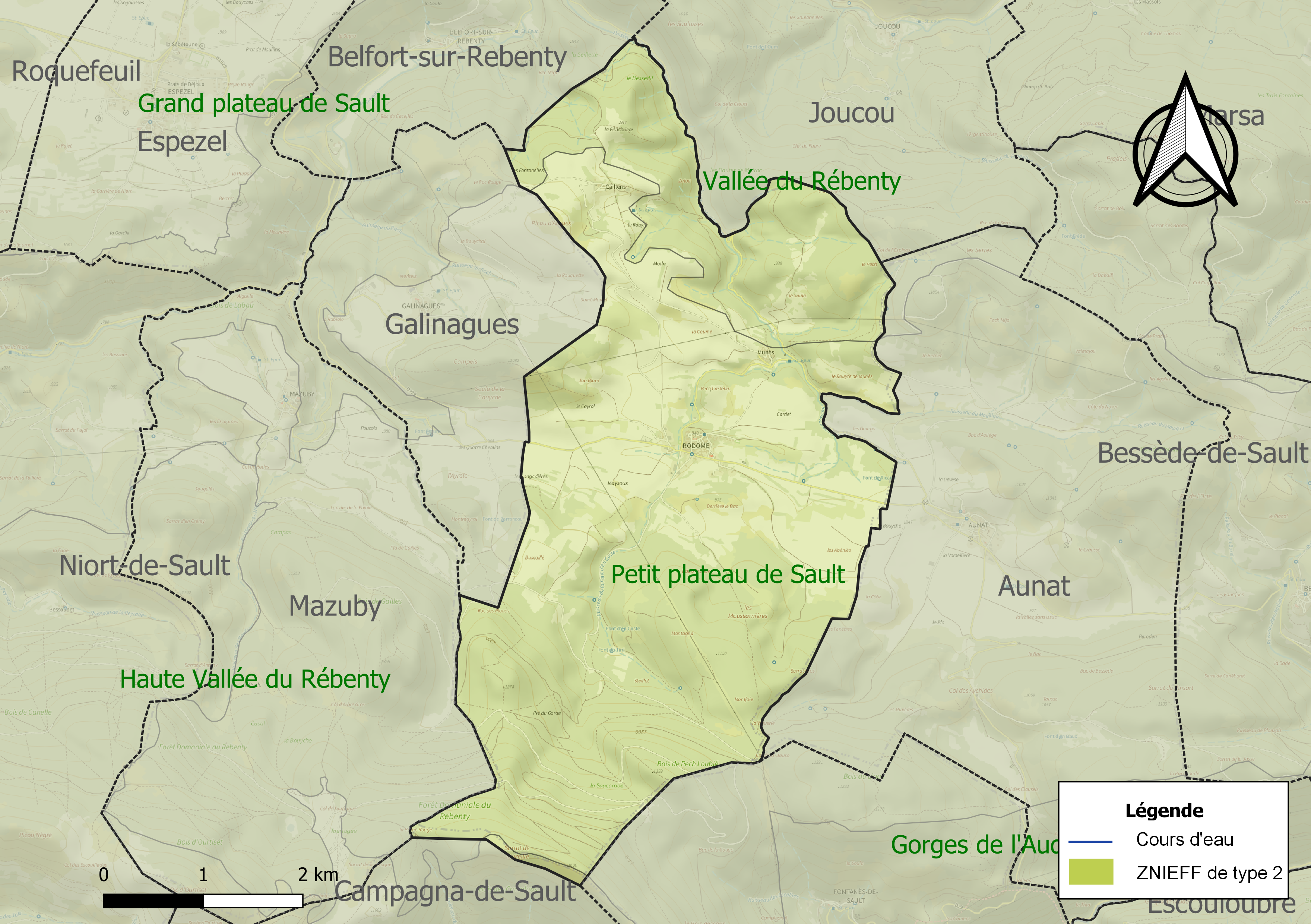
Carte des ZNIEFF de type 2 sur la commune.

## Urbanisme

### Typologie
Au 1er janvier 2024, Rodome est catégorisée commune rurale à habitat dispersé, selon la nouvelle grille communale de densité à 7 niveaux définie par l'Insee en 2022.
Elle est située hors unité urbaine et hors attraction des villes,.

### Occupation des sols
L'occupation des sols de la commune, telle qu'elle ressort de la base de données européenne d’occupation biophysique des sols Corine Land Cover (CLC), est marquée par l'importance des forêts et milieux semi-naturels (65,2 % en 2018), en augmentation par rapport à 1990 (51 %). La répartition détaillée en 2018 est la suivante : 
forêts (34,5 %), milieux à végétation arbustive et/ou herbacée (30,7 %), prairies (18,1 %), zones agricoles hétérogènes (16,7 %). L'évolution de l’occupation des sols de la commune et de ses infrastructures peut être observée sur les différentes représentations cartographiques du territoire : la carte de Cassini (XVIIIe siècle), la carte d'état-major (1820-1866) et les cartes ou photos aériennes de l'IGN pour la période actuelle (1950 à aujourd'hui).

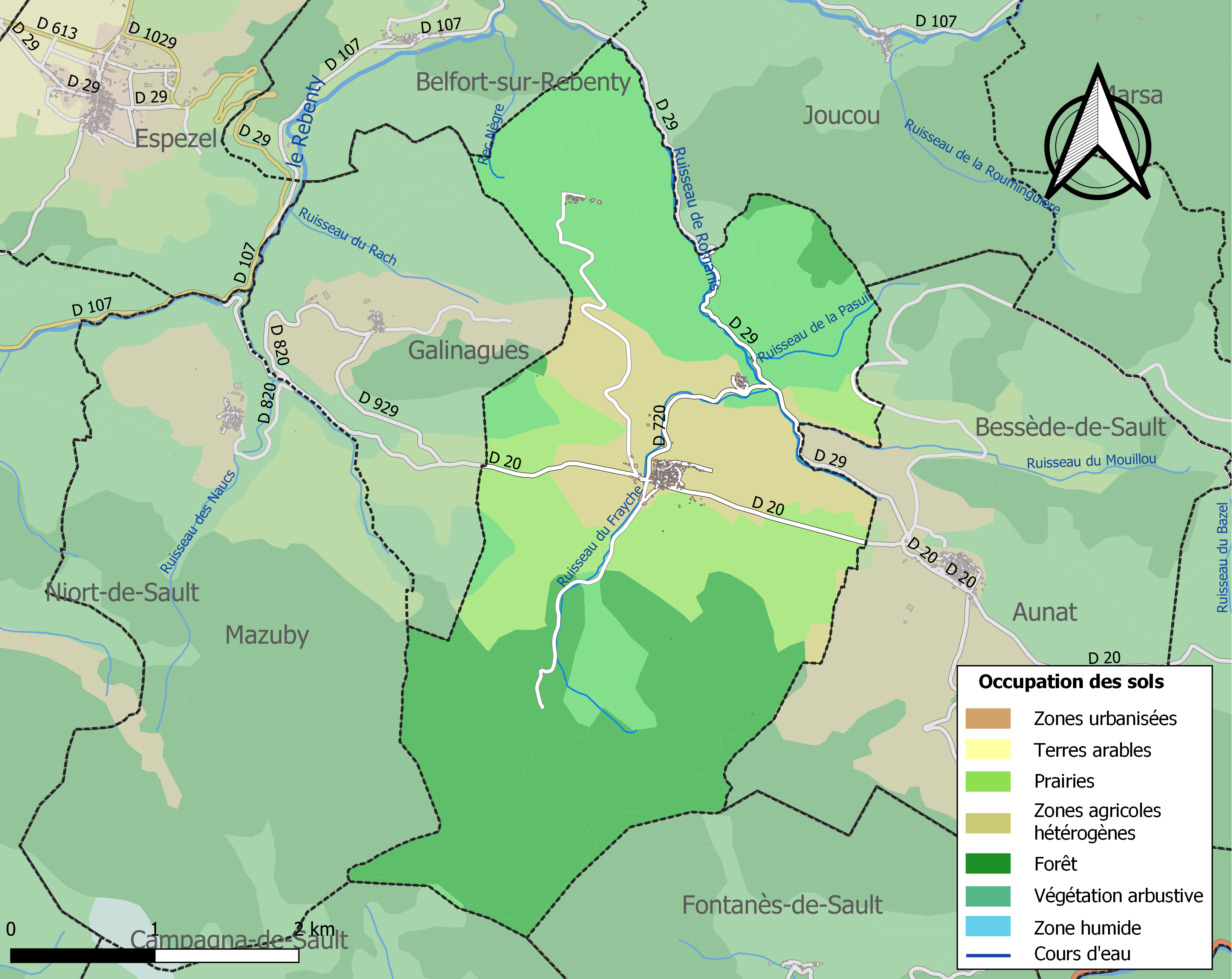
Carte des infrastructures et de l'occupation des sols de la commune en 2018 (CLC).

### Risques majeurs
Le territoire de la commune de Rodome est vulnérable à différents aléas naturels : météorologiques (tempête, orage, neige, grand froid, canicule ou sécheresse) et séisme (sismicité modérée). Il est également exposé à un risque particulier : le risque de radon. Un site publié par le BRGM permet d'évaluer simplement et rapidement les risques d'un bien localisé soit par son adresse soit par le numéro de sa parcelle.

#### Risques naturels

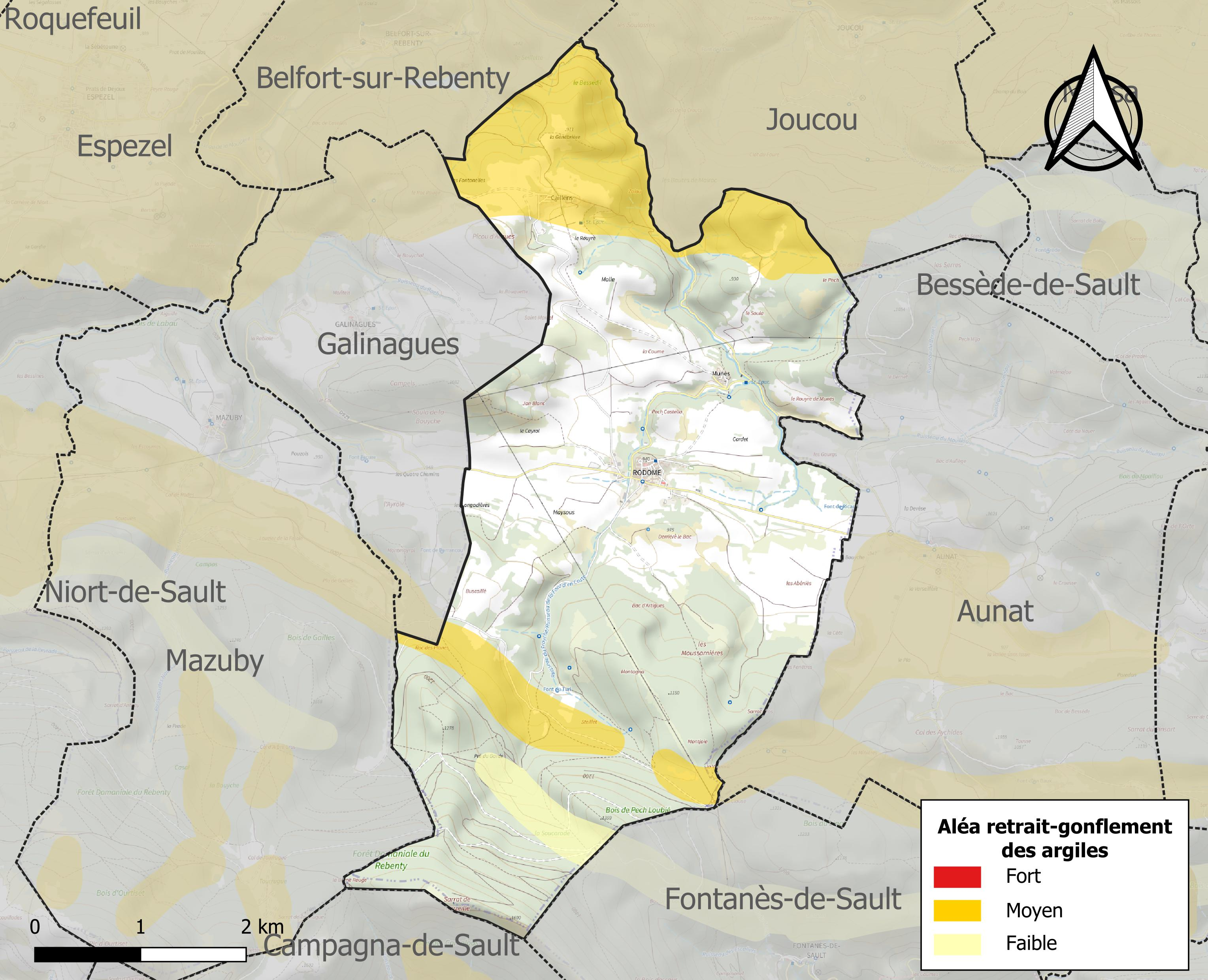
Carte des zones d'aléa retrait-gonflement des sols argileux de Rodome.

Le retrait-gonflement des sols argileux est susceptible d'engendrer des dommages importants aux bâtiments en cas d’alternance de périodes de sécheresse et de pluie. 18,4 % de la superficie communale est en aléa moyen ou fort (75,2 % au niveau départemental et 48,5 % au niveau national). Sur les 168 bâtiments dénombrés sur la commune en 2019, 17 sont en aléa moyen ou fort, soit 10 %, à comparer aux 94 % au niveau départemental et 54 % au niveau national. Une cartographie de l'exposition du territoire national au retrait gonflement des sols argileux est disponible sur le site du BRGM,.

#### Risque particulier
Dans plusieurs parties du territoire national, le radon, accumulé dans certains logements ou autres locaux, peut constituer une source significative d’exposition de la population aux rayonnements ionisants. Certaines communes du département sont concernées par le risque radon à un niveau plus ou moins élevé. Selon la classification de 2018, la commune de Rodome est classée en zone 2, à savoir zone à potentiel radon faible mais sur lesquelles des facteurs géologiques particuliers peuvent faciliter le transfert du radon vers les bâtiments.

## Histoire
L'église paroissiale d'origine était dédiée à saint Etienne (ruines de l'église dans le cimetière extérieur). Aujourd'hui l'église paroissiale, au centre du village, est dédiée à saint Jean l'Evangéliste. La cure était unie au chapitre Saint Just de Narbonne. Au XIVe siècle, Rodome était le siège de la baylie royale de Sault : sénéchaussée de Limoux. Ce lieu est cité en 1228.
Jean Thimoléon de Nègre d'Able (1629-1703), fils de Pierre, achète en 1667, la seigneurie de Rodome.
Le hameau de Caillens a été réuni à Rodome en 1791, 1807.
Par ordonnance royale du 11 juillet 1823, ont été délimités les communes de Rodome et de Mazuby.

## Politique et administration

### Administration municipale
Le nombre d'habitants au recensement de 2011 étant compris entre 100 et 499, le nombre de membres du conseil municipal pour l'élection de 2014 est de onze,.

### Rattachements administratifs et électoraux
Cette commune fait partie de la communauté de communes des Pyrénées Audoises et du canton de Quillan.
Avant le redécoupage départemental de 2014, Rodome faisait partie de l'ex-canton de Belcaire et de la communauté de communes du Pays de Sault (Aude).

### Liste des maires
| Période                                  | Période  | Identité             | Étiquette | Qualité                                              |
| ---------------------------------------- | -------- | -------------------- | --------- | ---------------------------------------------------- |
| mars 2001                                | 2008     | Jean-Louis Siffre    | UMP       | Conseiller général du canton de Belcaire (2001-2008) |
| mars 2008                                | 2014     | Jean-Pierre Bobichon |           |                                                      |
| mars 2014                                | 2020     | Georges Debrunfaut   |           |                                                      |
| juillet 2020                             | En cours | Hervé Chaput         |           |                                                      |
| Les données manquantes sont à compléter. |          |                      |           |                                                      |

## Population et société

### Démographie
L'évolution du nombre d'habitants est connue à travers les recensements de la population effectués dans la commune depuis 1793. Pour les communes de moins de 10 000 habitants, une enquête de recensement portant sur toute la population est réalisée tous les cinq ans, les populations de référence des années intermédiaires étant quant à elles estimées par interpolation ou extrapolation. Pour la commune, le premier recensement exhaustif entrant dans le cadre du nouveau dispositif a été réalisé en 2005.

En 2022, la commune comptait 99 habitants, en évolution de −20,8 % par rapport à 2016 (Aude : +2,65 %, France hors Mayotte : +2,11 %).
| 1793 | 1800 | 1806 | 1821 | 1831 | 1836 | 1841 | 1846 | 1851 |
| ---- | ---- | ---- | ---- | ---- | ---- | ---- | ---- | ---- |
| 417  | 505  | 546  | 561  | 534  | 567  | 523  | 545  | 578  |

| 1856 | 1861 | 1866 | 1872 | 1876 | 1881 | 1886 | 1891 | 1896 |
| ---- | ---- | ---- | ---- | ---- | ---- | ---- | ---- | ---- |
| 592  | 605  | 563  | 546  | 563  | 445  | 488  | 510  | 506  |

| 1901 | 1906 | 1911 | 1921 | 1926 | 1931 | 1936 | 1946 | 1954 |
| ---- | ---- | ---- | ---- | ---- | ---- | ---- | ---- | ---- |
| 419  | 406  | 422  | 344  | 329  | 314  | 313  | 293  | 252  |

| 1962 | 1968 | 1975 | 1982 | 1990 | 1999 | 2005 | 2006 | 2010 |
| ---- | ---- | ---- | ---- | ---- | ---- | ---- | ---- | ---- |
| 220  | 158  | 135  | 144  | 124  | 95   | 115  | 117  | 135  |

| 2015 | 2020 | 2022 | - | - | - | - | - | - |
| ---- | ---- | ---- | - | - | - | - | - | - |
| 126  | 107  | 99   | - | - | - | - | - | - |

| selon la population municipale des années : | 1968 | 1975 | 1982 | 1990 | 1999 | 2006 | 2009 | 2013 |
| Rang de la commune dans le département      | 211  | 228  | 273  | 261  | 295  | 283  | 275  | 274  |
| Nombre de communes du département           | 439  | 436  | 435  | 437  | 438  | 438  | 438  | 438  |

## Économie

### Emploi
| Division       | 2008   | 2013   | 2018   |
| -------------- | ------ | ------ | ------ |
| Commune        | 9,1 %  | 14,7 % | 14,8 % |
| Département    | 10,2 % | 12,8 % | 12,6 % |
| France entière | 8,3 %  | 10 %   | 10 %   |

En 2018, la population âgée de 15 à 64 ans s'élève à 60 personnes, parmi lesquelles on compte 70,4 % d'actifs (55,6 % ayant un emploi et 14,8 % de chômeurs) et 29,6 % d'inactifs,. En  2018, le taux de chômage communal (au sens du recensement) des 15-64 ans est supérieur à celui de la France et du département, alors qu'il était inférieur à celui du département en 2008.
La commune est hors attraction des villes,. Elle compte 23 emplois en 2018, contre 27 en 2013 et 22 en 2008. Le nombre d'actifs ayant un emploi résidant dans la commune est de 34, soit un indicateur de concentration d'emploi de 68,7 % et un taux d'activité parmi les 15 ans ou plus de 42,4 %.
Sur ces 34 actifs de 15 ans ou plus ayant un emploi, 18 travaillent dans la commune, soit 52 % des habitants. Pour se rendre au travail, 74,2 % des habitants utilisent un véhicule personnel ou de fonction à quatre roues, 16,2 % s'y rendent en deux-roues, à vélo ou à pied et 9,7 % n'ont pas besoin de transport (travail au domicile).

### Activités hors agriculture

#### Secteurs d'activités
9 établissements sont implantés  à Rodome au 31 décembre 2019.
Le secteur de la construction est prépondérant sur la commune puisqu'il représente 44,4 % du nombre total d'établissements de la commune (4 sur les 9 entreprises implantées  à Rodome), contre 14 % au niveau départemental.

### Agriculture
|               | 1988 | 2000 | 2010 | 2020 |
| ------------- | ---- | ---- | ---- | ---- |
| Exploitations | 12   | 10   | 5    | 7    |
| SAU (ha)      | 380  | 365  | 206  | 202  |

La commune est dans le Pays de Sault, une petite région agricole occupant le sud-ouest du département de l'Aude, également dénommée localement « Pyrénées centrales et pays de Sault ». En 2020, l'orientation technico-économique de l'agriculture  sur la commune est la polyculture et/ou le polyélevage. Sept exploitations agricoles ayant leur siège dans la commune sont dénombrées lors du recensement agricole de 2020 (12 en 1988). La superficie agricole utilisée est de 202 ha,,.

### Enseignement
Rodome fait partie de l'académie de Montpellier.

### Activités sportives
Randonnée pédestre, chasse, pétanque,

## Culture locale et patrimoine

### Lieux et monuments
- Église Saint-Jean-l'Évangéliste de Rodome (1655 [45]).
- Ruine de l'Ancienne église Saint Etienne de Rodome (Cimetière).
- sentier de grande randonnée 7 (variante 7A suivant l'ancien chemin Vauban : Alimentation de la citadelle de Mont-Louis) - Passe par le hameau de Caillens avant d'atteindre le village de Rodome.

### Personnalités liées à la commune
- Louis Calvet
- Pierre Pous - conteur occitan
- Famille de Niort (Aniort)

### Héraldique
|  | Ancien (?) blasonnement de la commune : D’or à l’hamaïde de sable.                           |
|  | Blasonnement du hameau de Munès (anciennement Mundes) : De sable à une meule de moulin d’or. |

## Pour approfondir